# Episode-Polka
Episode-Polka, op. 296, är en polka-française av Johann Strauss den yngre. Den framfördes första gången den 20 februari 1865 i Redouten-Saal i Wien.

## Historia
Hösten 1864 återvände Johann Strauss till Wien från sitt årliga konsertengagemang i Ryssland i dåligt tillstånd. Den 26 januari 1865 beskrev hustrun Jetty hans tillstånd i ett brev till en vän: "Jean [Johann] mådde mycket dåligt och har endast nyligen känt sig bättre; enligt de medicinska experternas utlåtanden får han inte ens tänka på något ansträngande aktivitet. Åtminstone två års vila, bad och mer vila. Karlsbad och Gastein är tänkta att återge den stackars pojkens krafter. Här spelar han emellanåt i Volksgarten då ett totalt tillbakadragande skulle vara farligt för honom, men alla ansträngningar måste noggrant undvikas".
För att avlasta Johann tog bröderna Josef och Eduard Strauss över det mesta av 1865 års karnevalsåtaganden. Men det hela avbröts när Josef plötsligt kollapsade vid sitt skrivbord och var oförmögen att upprätthålla sina uppgifter som dirigent och kompositör. Johann Strauss hade inget annat val än att återigen överta rollen som ledare för Straussorkestern och kompositör till de kommande balerna. Det enda verk som han lade ner sin själv i var valsen Feuilleton, men till de olika studentbalerna var han tvungen att komponera var sin polka. Till Studentföreningens bal komponerade han polkan Tanz-Episode som han själv framförde i Redouten-Saal den 20 februari 1865. När polkan publicerades följande månad hade titeln förkortats till Episode-Polka.

## Om polkan
Speltiden är ca 4 minuter och 49 sekunder plus minus några sekunder beroende på dirigentens musikaliska tolkning.